# Gran Premio d'Italia 2015
Il Gran Premio d'Italia 2015 è stata la dodicesima prova della stagione 2015 del campionato mondiale di Formula 1. La gara, disputatasi domenica 6 settembre 2015 sul circuito di Monza, è stata vinta dal britannico Lewis Hamilton su Mercedes, al suo quarantesimo successo nel mondiale. Hamilton ha preceduto sul traguardo il tedesco Sebastian Vettel su Ferrari ed il brasiliano Felipe Massa su Williams-Mercedes.
Lewis Hamilton ha ottenuto il secondo Grand Chelem nel mondiale di F1, conquistando pole position, giro più veloce e vittoria, il tutto conducendo la gara per la sua intera lunghezza.

## Vigilia

### Sviluppi futuri
La permanenza in calendario della gara di Monza viene messa in dubbio da Bernie Ecclestone, patron della FOM. Secondo il britannico la gara italiana per rimanere nel mondiale deve sottostare alle stesse condizioni economiche previste per tutte le altre gare. La gara di Monza è stata l'occasione per un incontro tra il patron della F1 col Presidente del Consiglio dei Ministri Matteo Renzi e il Presidente della Regione Lombardia Roberto Maroni in merito al futuro della gara. La possibilità che la gara di Monza venga cancellata in futuro è stata criticata da diversi piloti.
La Red Bull Racing e la Williams confermano, anche per il 2016, le coppie dei piloti titolari, utilizzate nel 2015: Daniil Kvjat e Daniel Ricciardo, per la scuderia austriaca; Valtteri Bottas e Felipe Massa per quella britannica. Anche la Force India conferma l'utilizzo di Nico Hülkenberg, per la stagione seguente.
La Shell prolunga il contratto di fornitura dei lubrificanti alla Scuderia Ferrari.

### Aspetti tecnici
Per questo Gran Premio la Pirelli, fornitore unico degli pneumatici, porta gomme di mescola "media" e di mescola "morbida". La stagione precedente la scelta cadde su gomme medie e dure. Due sono le zone in cui è ammesso l'utilizzo del Drag Reduction System: la prima sul rettifilo dei box, con punto di determinazione del distacco fra piloti stabilito prima della Parabolica, e la seconda sul rettilineo prima della Ascari, con detection point posto fra le due Curve di Lesmo.
La Mercedes presenta un'evoluzione del proprio motore, testata però solo sulle proprie vetture e non su quelle clienti. Per tali modifiche la casa tedesca ha impiegato 7 "gettoni" di cambiamento, ammessi dal regolamento. Alcuni modifiche riguardano elementi non più modificabili nel 2016. Anche la Ferrari utilizza tre token di modifica del motore termico. La McLaren ripresenta la sua vettura a muso più lungo.

### Aspetti sportivi
Era stata messa in dubbio la presenza alla gara della Lotus, a causa della richiesta di sequestro dei beni della scuderia britannica da parte di alcuni creditori. Il materiale del team era rimasto fermo, per alcuni giorni, presso la sede della gara precedente, ovvero Spa. Già la partecipazione alla gara belga era stata messa in dubbio per una richiesta di sequestro dei beni da parte dell'ex collaudatore Charles Pic.
La direzione di gara ammonisce i piloti a non tagliare le chicane poste sul tracciato, la prima poco dopo la linea d'arrivo, la seconda alla Variante della Roggia. In caso di manovre illecite il pilota verrà penalizzato.
Danny Sullivan, ex pilota statunitense di F1, è nominato commissario aggiunto per la gara; ha svolto in passato tale funzione in diverse occasioni, l'ultima al Gran Premio d'Austria 2015.
Ancora prima delle prove Carlos Sainz Jr. è penalizzato di dieci posizioni sulla griglia di partenza, per aver sostituito il motore, oltre il numero massimo di quelli consentiti in stagione.
Jolyon Palmer ha preso il posto di Romain Grosjean, alla Lotus, nel corso delle prime prove libere del venerdì.

## Prove

### Resoconto
Lewis Hamilton realizza il miglior tempo nelle prime prove libere del venerdì. Il britannico stacca di mezzo secondo il compagno di scuderia Nico Rosberg. Al terzo posto, ma staccato di oltre un secondo e mezzo, si classifica Sebastian Vettel, su Ferrari. In questa sessione i piloti hanno testato gomme di tipo medio, nonostante ciò i tempi fatti segnare si sono abbassati di un secondo, rispetto a quelli fatti segnare nelle prove libere dell'edizione 2014. La superiorità delle monoposto motorizzate dalla Mercedes è testimoniata anche dal quarto e quinto tempo ottenuti dalle due Force India. La sessione è stata interrotta per l'insabbiamento della Toro Rosso di Carlos Sainz Jr. alla Parabolica.
Hamilton è ancora il più rapido, anche nella seconda sessione di prove. Il campione del mondo precede ancora Nico Rosberg, questa volta però per soli 21 millesimi. Sebastian Vettel conferma il terzo tempo, staccato di circa otto decimi da Hamilton. Le vetture tedesche hanno mostrato la loro velocità sul giro secco, ma anche una buona performance sulla lunga distanza. Jenson Button, su McLaren, ha potuto compiere solo tre giri, per una perdita d'acqua sulla sua monoposto.
La pioggia caduta nella notte rende la pista umida, tanto che nella prima mezz'ora della sessione del sabato le scuderie affrontano il tracciato con le gomme intermedie. Lewis Hamilton ha fatto ancora segnare il tempo migliore, ottenuto nella parte finale della sessione. Al secondo posto si è inserito Sebastian Vettel, distanziato di circa tre decimi. Il ferrarista ha però preceduto l'altro pilota della Mercedes, Nico Rosberg. Il quarto e quinto tempo sono ad appannaggio delle due Williams.
A seguito della sostituzione di diverse componenti tecniche sulle monoposto diversi piloti incorrono in penalizzazioni da scontare sulla griglia di partenza: 50 posizioni sono affibbiate a Daniel Ricciardo, 35 a Daniil Kvjat, 10 a Fernando Alonso, 5 a Jenson Button e 20 a Max Verstappen. Inoltre Carlos Sainz Jr. subisce un'ulteriore penalizzazione di altre 25 posizioni, per un totale di 35, tenendo conto di quanto già previsto prima del Gran Premio, per la sostituzione del motore termico.

### Risultati
Nella prima sessione del venerdì si è avuta questa situazione:
| Pos | Nº | Pilota           | Costruttore | Tempo    | Gap    | Giri |
| --- | -- | ---------------- | ----------- | -------- | ------ | ---- |
| 1   | 44 | Lewis Hamilton   | Mercedes    | 1'24"670 |        | 25   |
| 2   | 6  | Nico Rosberg     | Mercedes    | 1'25"133 | +0"463 | 22   |
| 3   | 5  | Sebastian Vettel | Ferrari     | 1'26"258 | +1"588 | 17   |

Nella seconda sessione del venerdì si è avuta questa situazione:
| Pos | Nº | Pilota           | Costruttore | Tempo    | Gap    | Giri |
| --- | -- | ---------------- | ----------- | -------- | ------ | ---- |
| 1   | 44 | Lewis Hamilton   | Mercedes    | 1'24"279 |        | 27   |
| 2   | 6  | Nico Rosberg     | Mercedes    | 1'24"300 | +0"021 | 35   |
| 3   | 5  | Sebastian Vettel | Ferrari     | 1'25"038 | +0"759 | 36   |

Nella sessione del sabato mattina si è avuta questa situazione:
| Pos | Nº | Pilota           | Costruttore | Tempo    | Gap    | Giri |
| --- | -- | ---------------- | ----------- | -------- | ------ | ---- |
| 1   | 44 | Lewis Hamilton   | Mercedes    | 1'24"544 |        | 18   |
| 2   | 5  | Sebastian Vettel | Ferrari     | 1'24"808 | +0"264 | 12   |
| 3   | 6  | Nico Rosberg     | Mercedes    | 1'24"843 | +0"299 | 19   |

## Qualifiche

### Resoconto
A seguito di vibrazioni della vettura, percepite durante le prove libere, Nico Rosberg preferisce montare sulla sua monoposto il motore già utilizzato nella gara di Spa, abbandonando così il nuovo propulsore fatto esordire della Mercedes nel weekend di Monza.
In Q1 il più rapido è ancora Lewis Hamilton, che precede il compagno di scuderia, Nico Rosberg. Le vetture tedesche hanno affrontato la prima parte delle qualifiche utilizzando gomme di tipo medio. Risultano eliminate le due McLaren, la due Marussia e Max Verstappen; il pilota della Scuderia Toro Rosso, rimasto ai box per gran parte della sessione per un guasto tecnico, è stato poi bloccato definitivamente dalla perdita del cofano del motore, mentre affronta il suo giro cronometrato.
Hamilton è ancora in testa alla lista dei tempi, anche in Q2. Il britannico però precede in questa fase le due Ferrari di Sebastian Vettel e Kimi Räikkönen, mentre Rosberg è solo quarto. In questa fase sono eliminati Pastor Maldonado, Felipe Nasr, i due piloti della Red Bull Racing e Carlos Sainz Jr.. Questi ultimi tre piloti hanno preferito non effettuare nessun tentativo, in quanto già penalizzati sulla griglia di partenza, per le componenti di motore sostituite prima delle qualifiche. Nessuna vettura motorizzata dalla Renault passa alla Q3.
Nella fase finale delle qualifiche, al termine del primo tentativo, Lewis Hamilton si conferma il più veloce in pista. Ora, dietro al britannico, oltre ai due ferraristi, si piazza anche Felipe Massa, capace di far segnare un tempo inferiore a quello di Nico Rosberg. Nico Hülkenberg, accreditato del settimo tempo, rientrando ai box, subisce una perdita di potenza della sua monoposto, ed è costretto ad abbandonare le qualifiche. Col secondo tentativo Hamilton conferma la sua posizione, conquistando la settima pole position consecutiva, la undicesima in totale in stagione, la quarantanovesima in totale. Rosberg riesce a scavalcare Massa, conquistando la seconda fila. Per la Mercedes si tratta della ventitreesima pole consecutiva, mentre per una vettura motorizzata Mercedes si realizza la trentunesima pole consecutiva, nuovo record nella storia della Formula 1.
Al termine delle prove Marcus Ericsson è penalizzato di tre posizioni sulla griglia di partenza e di due punti sulla Superlicenza per aver ostacolato, nel corso della Q1, Nico Hülkenberg. Max Verstappen riceve altre dieci posizioni di penalità, per un totale di trenta, per la rimozione non autorizzata di sigilli FIA e deve scontare un drive through nei primi tre giri della gara, per aver perduto il cofano motore, durante la Q1.

### Risultati
Nella sessione di qualifica si è avuta questa situazione:
| Pos                         | Nº | Pilota           | Costruttore             | Q1          | Q2          | Q3       | Griglia |
| --------------------------- | -- | ---------------- | ----------------------- | ----------- | ----------- | -------- | ------- |
| 1                           | 44 | Lewis Hamilton   | Mercedes                | 1'24"251    | 1'23"383    | 1'23"397 | 1       |
| 2                           | 7  | Kimi Räikkönen   | Ferrari                 | 1'24"662    | 1'23"757    | 1'23"631 | 2       |
| 3                           | 5  | Sebastian Vettel | Ferrari                 | 1'24"989    | 1'23"577    | 1'23"685 | 3       |
| 4                           | 6  | Nico Rosberg     | Mercedes                | 1'24"609    | 1'23"864    | 1'23"703 | 4       |
| 5                           | 19 | Felipe Massa     | Williams-Mercedes       | 1'25"184    | 1'23"983    | 1'23"940 | 5       |
| 6                           | 77 | Valtteri Bottas  | Williams-Mercedes       | 1'24"979    | 1'24"313    | 1'24"127 | 6       |
| 7                           | 11 | Sergio Pérez     | Force India-Mercedes    | 1'24"801    | 1'24"379    | 1'24"626 | 7       |
| 8                           | 8  | Romain Grosjean  | Lotus-Mercedes          | 1'25"144    | 1'24"488    | 1'25"054 | 8       |
| 9                           | 27 | Nico Hülkenberg  | Force India-Mercedes    | 1'24"937    | 1'24"510    | 1'25"317 | 9       |
| 10                          | 9  | Marcus Ericsson  | Sauber-Ferrari          | 1'25"122    | 1'24"457    | 1'26"214 | 12      |
| 11                          | 13 | Pastor Maldonado | Lotus-Mercedes          | 1'25"429    | 1'24"525    | N.D.     | 10      |
| 12                          | 12 | Felipe Nasr      | Sauber-Ferrari          | 1'25"121    | 1'24"898    | N.D.     | 11      |
| 13                          | 55 | Carlos Sainz Jr. | STR-Renault             | 1'25"410    | 1'25"618    | N.D.     | 17      |
| 14                          | 26 | Daniil Kvjat     | Red Bull Racing-Renault | 1'25"742    | 1'25"796    | N.D.     | 18      |
| 15                          | 3  | Daniel Ricciardo | Red Bull Racing-Renault | 1'25"633    | senza tempo | N.D.     | 19      |
| 16                          | 22 | Jenson Button    | McLaren-Honda           | 1'26"058    | N.D.        | N.D.     | 15      |
| 17                          | 14 | Fernando Alonso  | McLaren-Honda           | 1'26"154    | N.D.        | N.D.     | 16      |
| 18                          | 28 | Will Stevens     | Marussia-Ferrari        | 1'27"731    | N.D.        | N.D.     | 13      |
| 19                          | 98 | Roberto Merhi    | Marussia-Ferrari        | 1'27"912    | N.D.        | N.D.     | 14      |
| NQ                          | 33 | Max Verstappen   | STR-Renault             | senza tempo | N.D.        | N.D.     | 20      |
| Tempo limite 107%: 1'30"149 |    |                  |                         |             |             |          |         |

In grassetto sono indicate le migliori prestazioni in Q1, Q2 e Q3.

## Gara

### Resoconto

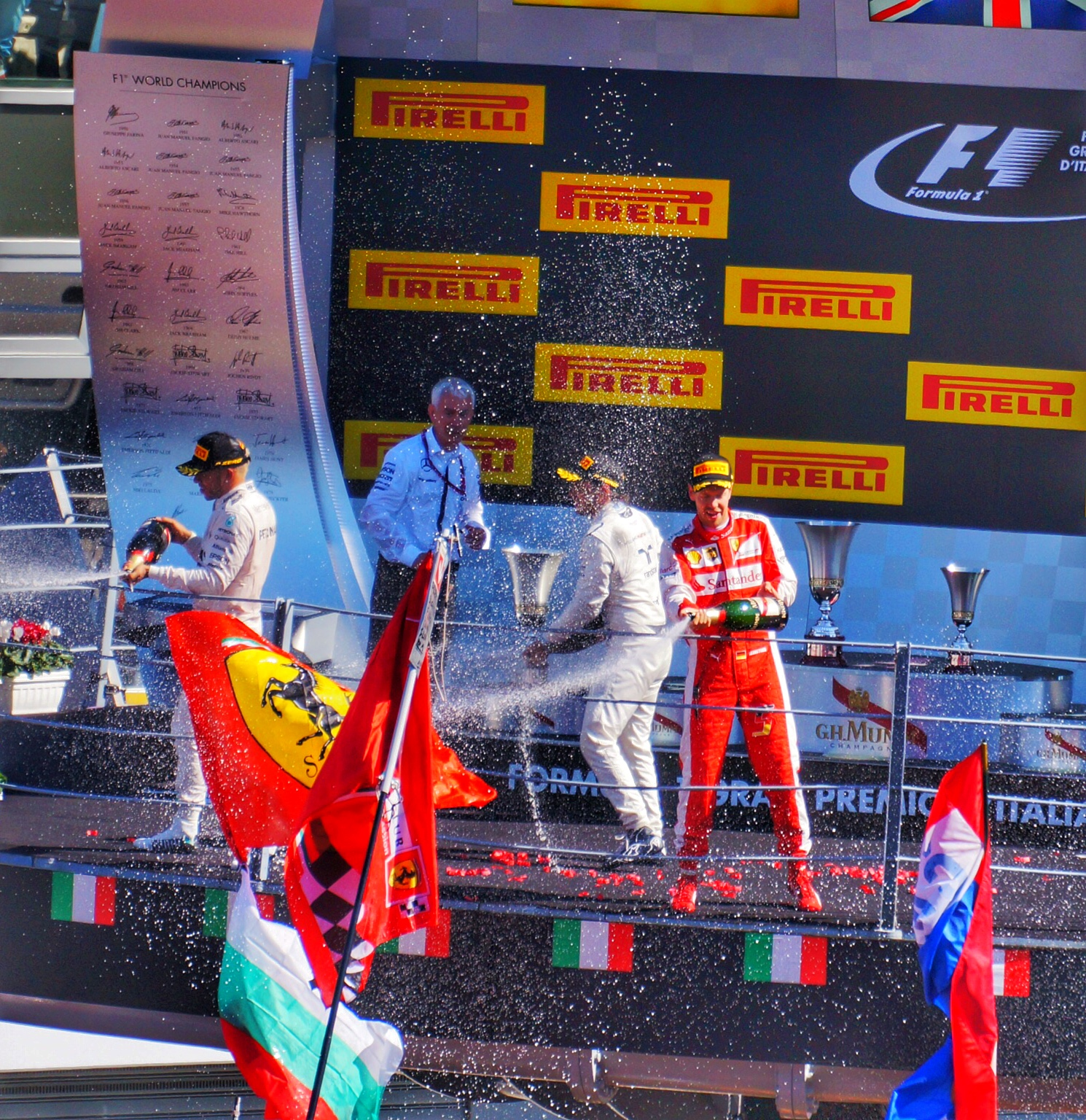
La festa del podio, con Hamilton davanti a Vettel e Massa.

Prima della gara i piloti osservano un minuto di silenzio in memoria del pilota britannico Justin Wilson, perito il precedente 24 agosto, a seguito delle ferite riportare nel corso di una gara della IndyCar Series, sul tracciato statunitense Pocono Raceway di Long Pond. Wilson aveva disputato 16 gare nel mondiale di F1, nella stagione 2003, con Minardi e Jaguar.
Alla partenza Kimi Räikkönen ha un problema con la sua vettura e procede molto lentamente, venendo sfilato da tutto il gruppo di monoposto. Lewis Hamilton mantiene il comando della gara, davanti a Sebastian Vettel, che precede, a sua volta, le due Williams. Nico Rosberg, penalizzato dalla vettura di Räikkönen rimasta ferma, davanti a lui, è solo sesto. Il tedesco è comunque capace, al secondo giro di passare Sergio Pérez.
Nei giri seguenti Hamilton consolida il vantaggio sul resto del gruppo, mentre Räikkönen è autore di una lunga rimonta, che lo porta al nono posto, già al sesto giro, pur penalizzato da un lungo alla Variante della Roggia, al quarto giro. Qualche giro dopo Nico Rosberg si avvicina a Valtteri Bottas, ma deve desistere nel tentativo di sorpasso. Al diciannovesimo passaggio Rosberg è il primo dei piloti di testa ad effettuare il cambio gomme.
Nei giri che seguono anche gli altri piloti di testa cambiano gli pneumatici: Hamilton mantiene il comando del Gran Premio, seguito da Sebastian Vettel, mentre Rosberg scala terzo, ora davanti alle due Williams. Al giro 29 è il turno di Räikkönen, che però rallenta vistosamente all'ingresso della corsia dei box, rischiando di essere tamponato da Roberto Merhi. Al rientro in pista il finlandese è decimo, ma presto passa Marcus Ericsson e Nico Hülkenberg, e guadagna una posizione dal pit stop di Daniel Ricciardo.
Nella parte finale della gara Nico Rosberg si avvicina a Vettel, portandosi a meno di due secondi dal ferrarista. Al giro 51 Räikkönen supera anche Pérez, mentre un guasto al motore della Mercedes di Nico Rosberg costringe il tedesco all'abbandono.
Lewis Hamilton conquista la quarantesima vittoria nel mondiale e il 2° Grand Chelem o Royal Flush, davanti a Sebastian Vettel e Felipe Massa (41º ed ultimo podio per lui), che negli ultimi giri deve sopportare l'attacco del compagno di scuderia Valtteri Bottas.

### Risultati
I risultati del Gran Premio sono i seguenti:
| Pos | Nº | Pilota           | Costruttore             | Giri | Tempo/Ritiro       | Griglia | Punti |
| --- | -- | ---------------- | ----------------------- | ---- | ------------------ | ------- | ----- |
| 1   | 44 | Lewis Hamilton   | Mercedes                | 53   | 1h18'00"688        | 1       | 25    |
| 2   | 5  | Sebastian Vettel | Ferrari                 | 53   | +25"042            | 3       | 18    |
| 3   | 19 | Felipe Massa     | Williams-Mercedes       | 53   | +47"635            | 5       | 15    |
| 4   | 77 | Valtteri Bottas  | Williams-Mercedes       | 53   | +47"996            | 6       | 12    |
| 5   | 7  | Kimi Räikkönen   | Ferrari                 | 53   | +1'08"860          | 2       | 10    |
| 6   | 11 | Sergio Pérez     | Force India-Mercedes    | 53   | +1'12"783          | 7       | 8     |
| 7   | 27 | Nico Hülkenberg  | Force India-Mercedes    | 52   | +1 giro            | 9       | 6     |
| 8   | 3  | Daniel Ricciardo | Red Bull Racing-Renault | 52   | +1 giro            | 19      | 4     |
| 9   | 9  | Marcus Ericsson  | Sauber-Ferrari          | 52   | +1 giro            | 12      | 2     |
| 10  | 26 | Daniil Kvjat     | Red Bull Racing-Renault | 52   | +1 giro            | 18      | 1     |
| 11  | 55 | Carlos Sainz Jr. | STR-Renault             | 52   | +1 giro            | 17      |       |
| 12  | 33 | Max Verstappen   | STR-Renault             | 52   | +1 giro            | 20      |       |
| 13  | 12 | Felipe Nasr      | Sauber-Ferrari          | 52   | +1 giro            | 11      |       |
| 14  | 22 | Jenson Button    | McLaren-Honda           | 52   | +1 giro            | 15      |       |
| 15  | 28 | Will Stevens     | Marussia-Ferrari        | 51   | +2 giri            | 13      |       |
| 16  | 98 | Roberto Merhi    | Marussia-Ferrari        | 51   | +2 giri            | 14      |       |
| 17  | 6  | Nico Rosberg     | Mercedes                | 50   | Motore             | 4       |       |
| 18  | 14 | Fernando Alonso  | McLaren-Honda           | 47   | Perdita di potenza | 16      |       |
| Rit | 8  | Romain Grosjean  | Lotus-Mercedes          | 1    | Sospensione        | 8       |       |
| Rit | 13 | Pastor Maldonado | Lotus-Mercedes          | 1    | Incidente          | 10      |       |

## Classifiche mondiali

### Piloti
| Pos | Pilota           | Punti |
| --- | ---------------- | ----- |
| 1   | Lewis Hamilton   | 252   |
| 2   | Nico Rosberg     | 199   |
| 3   | Sebastian Vettel | 178   |
| 4   | Felipe Massa     | 97    |
| 5   | Kimi Räikkönen   | 92    |
| 6   | Valtteri Bottas  | 91    |
| 7   | Daniil Kvjat     | 58    |
| 8   | Daniel Ricciardo | 55    |
| 9   | Romain Grosjean  | 38    |
| 10  | Sergio Pérez     | 33    |
| 11  | Nico Hülkenberg  | 30    |
| 12  | Max Verstappen   | 26    |
| 13  | Felipe Nasr      | 16    |
| 14  | Pastor Maldonado | 12    |
| 15  | Fernando Alonso  | 11    |
| 16  | Carlos Sainz Jr. | 9     |
| 17  | Marcus Ericsson  | 9     |
| 18  | Jenson Button    | 6     |

### Costruttori
| Pos | Costruttore             | Punti |
| --- | ----------------------- | ----- |
| 1   | Mercedes                | 451   |
| 2   | Ferrari                 | 270   |
| 3   | Williams-Mercedes       | 188   |
| 4   | Red Bull Racing-Renault | 113   |
| 5   | Force India-Mercedes    | 63    |
| 6   | Lotus-Mercedes          | 50    |
| 7   | STR-Renault             | 35    |
| 8   | Sauber-Ferrari          | 25    |
| 9   | McLaren-Honda           | 17    |

## Decisioni della FIA
Al termine della gara, la Mercedes viene messa sotto indagine dalla FIA per il mancato rispetto della pressione minima degli pneumatici, misurata prima del Gran Premio, sulle sue monoposto. La pressione risulta di 0,02 bar più bassa del consigliato sullo pneumatico posteriore sinistro della vettura di Lewis Hamilton, e di 0,08 bar sulla vettura di Nico Rosberg. Negli ultimi giri del Gran Premio, pur in presenza di un notevole margine di sicurezza sul secondo, la scuderia aveva chiesto a Hamilton di compiere dei giri veloci, nel tentativo di dilatare il vantaggio su Vettel, nel caso in cui i commissari avessero deciso di penalizzare il tempo totale del britannico.
Il collegio dei commissari però decide di non esperire nessuna ammenda alla casa tedesca, confermando così il risultato conquistato in pista, in quanto la temperatura degli pneumatici, al momento del controllo, sarebbe stata più bassa del normale, modificando perciò il valore di pressione misurato.